# Frontinella omega
Frontinella omega là một loài nhện trong họ Linyphiidae.
Loài này thuộc chi Frontinella. Frontinella omega được Otto Kraus miêu tả năm 1955.